# Андон Дуков
Андон Дуков (Охрид, 20. децембар 1909. — Кожуф или Богумила, 10. или 14. фебруар 1944.) био је српски сликар и педагог из Македоније.

## Биографија
Андон Дуков је зваршио Уметничкоп-резбарску школу у Охриду. Дипломирао је на Уметничкој школи у Београду 1938. Био је ликовни педагог у Врању.
Као борац Прве македонско-косовске народноослободилачке бригаде погинуо је у НОБ, 10. фебруара 1944. у селу Богумила.
Дела су му уништена у Другом светском рату, а сачувани су углавном школски радови који се налазе у Уметничкој галерији и Народном музеју у Охриду. Меморијална изложба му је приређена у Охриду и Скопљу 1961.